# Општи избори у Србији 2022.
Општи избори у Србији одржани су 3. априла 2022. на којима су изабрани председник Србије и посланици Народне скупштине. Првобитно је требало да се парламентарни избори одрже 2024. године, али је у октобру 2020. председник Александар Вучић најавио да ће ванредни парламентарни избори бити одржани у априлу 2022. или пре тога. Поред општих, истог дана су одржани и локални избори у 12 општина и два града, укључујући Београд.
Српска напредна странка (СНС) дошла је на власт 2012. након што је формирала владу са Социјалистичком партијом Србије (СПС). Успела је да освоји апсолутну већину посланичких мандата после парламентарних избора 2020. године, које је бојкотовала већина странака које су изјавиле да услови нису слободни и фер. Вучић, који је изабран за председника 2017. године, суочио се са масовним протестима током свог првог мандата, највише током 2018—2020. и јула 2020. године. Вучић је надгледао и међустраначке дијалоге о изборним условима који су вођени 2021, док је договор о условима између владајућих и опозиционих странака постигнут у октобру 2021. године. Током 2021. и почетком 2022. одржани су и еколошки протести, а врхунац је био у новембру и децембру 2021. године. Влада је такође одржала референдум о спровођењу промена Устава у јануару 2022. који је одобрило 60% бирача, иако је пријављено да је излазност била само 30%.
Период кампање је наишао на поларизацију. Поједине организације су приметиле да је владајућа странка доминирала у медијима, иако су информативне телевизијске станице такође организовале дебате и представљање политичких програма током тог периода. Своје присуство ојачале су и опозиционе странке, попут коалиције Уједињени за победу Србије која је у анкетама добила највећу подршку међу опозиционим странкама. Републичка изборна комисија (РИК) потврдила је да ће на општим изборима учествовати 19 изборних листа и осам председничких кандидата.
Вучић је у првом кругу председничких избора успео да освоји око 58% гласова, док се на друго место пласирао опозициони кандидат, Здравко Понош. Коалиција око СНС-а изгубила је већину у Народној скупштини после парламентарних избора, док би у Скупштину требало ући 12 изборних листа. Више невладиних организација констатовало је појаву изборних нерегуларности током изборног дана. Посматрачка мисија ПССЕ оценила је да су основне слободе у великој мери испоштоване, а бирачима представљене различите политичке опције, али је низ недостатака резултирао неуједначеним условима, фаворизујући актуелну власт.

## Позадина
Популистичка коалиција предвођена Српском напредном странком (СНС) дошла је на власт после избора 2012. године, заједно са Социјалистичком партијом Србије (СПС). Александар Вучић, који је за потпредседника Владе именован 2012, изабран је за председника Владе након избора 2014. године, а затим и за председника 2017. године, освојивши 55% гласова. Од његовог доласка на власт, посматрачи су оценили да Србија пати од демократског назадовања у ауторитаризам, праћеног падом слободе медија и грађанских слобода. Масовни протести почели су после избора 2017. због Вучићеве доминантне контроле над медијима у Србији. Вучић је потом за новог шефа Владе именовао Ану Брнабић, која је у почетку била независна, али се 2019. придружила СНС.
Бројни владини послови покренули су крајем новембра 2018. почетак дуготрајних антивладиних протеста, који су окончани тек 2020. затварањем због ковида 19. Ови протести су помогли да се ојача јединство опозиционих снага, од којих је Савез за Србију (СзС) био највећи и најистакнутији, а демонстранти су наложили оставке Вучића и других високих званичника. Упоредо са тим, Вучић је 2019. покренуо кампању „Будућност Србије”. Поједине опозиционе странке и коалиције су се изјасниле да ће бојкотовати парламентарне изборе 2020. године, наводећи да услови нису слободни и фер.
Изборна листа коју предводи СНС, под називом „За нашу децу”, успела је да освоји већину гласова и посланичких места на парламентарним изборима у јуну 2020. године, док је влада формирана крајем октобра 2020. године. Убрзо након завршетка избора, избили су протести у земљи, а највише у главном граду, Београду. Ови антивладини протести обележени су полицијском бруталношћу и насиљем које је организовала влада, док су демонстранти били подељени на мирне и насилне. Овог пута протести су углавном трајали само у јулу, док су неки спорадични протести наставили да се организују до краја 2020. године. СзС је био погођен међустраначким и коалиционим проблемима који су остали до његовог распада у августу 2020. године. Удружена опозиција Србије (УОПС) формирана је као директна наследница СзС. Ова коалиција је остала нестабилна и суочила се са међустраначким проблемима. Због идеолошких разлика, распуштање коалиције почело је у децембру 2020. године, а до јануара 2021. је и званично распуштена. Бивша алијанса је била подељена на два блока, један на челу са странкама левог центра, а други са странкама десног центра. Вучић је после избора изјавио да ће ванредни парламентарни избори бити одржани пре или у априлу 2022. године.

### Међустраначки дијалози о изборним условима
Дијалог између ванпарламентарних опозиционих и владиних странака за побољшање изборних услова почео је 28. априла, док су неке странке одбиле да учествују у разговорима о изборним условима са делегатима из парламента Европске уније. Првобитно је требало да преговори са делегатима из парламента Европске уније почну почетком јуна, али су касније одложени за 8. јул. Дијалози радних одбора почели су 18. маја, а настављени су и наредних месеци и завршени 29. октобра.
Дијалог о статусу Косова у коме је Вучић учествовао одржан је 21. јуна. Бошко Обрадовић га је оценио „конструктивним”. Дан касније Вучић је дао изјаву у којој се захвалио вођама странака које су учествовале у дијалогу о статусу Косова, а критиковао опозицију која је учествовала у дијалогу са делегатима Европске уније. Крајем јула група Напредни савез социјалиста и демократа осудила је нападе Владе Србије на опозицију.
Покровитељство са Европском унијом најављено је 7. јула, а почело је два дана касније. Тања Фајон, Владимир Билчик и Кнут Флекенштајн састали су се 9. јула у Београду са Вучићем, а убрзо су почели разговори са Владимиром Орлићем, Сандром Божић и Маријаном Ристичевићем из СНС. После састанка, делегати су поднели предлог за побољшање изборних услова. Нацрт документа откривен је опозицији 1. септембра и наишао на негативне реакције опозиционих вођа и странака, при чему су Драган Ђилас и Јанко Веселиновић изјавили да „није прихватљив грађанима Србије” и да им дају још једну шансу да побољшају документ. Већина опозиционих вођа и неке личности из власти, попут Вучића, најавиле су да неће потписати документ ако се не побољша. Вучић и Дачић су се 17. септембра поново састали са делегатима. Ђорђе Милићевић, шеф посланичке групе Социјалистичке партије Србије, и Вучић потврдили су да су спремни да прихвате већину предлога које су дате у документу. Дан касније Ђорђе Вукадиновић и чланови Народне странке коментарисали су да је документ „потпуно неприхватљив”, а већина опозиционих странака изјавила су да су га одбациле. Политичке странке као што су Странка слободе и правде (ССП), Покрет за преокрет (ПЗП), Покрет слободних грађана (ПСГ) и Демократска странка (ДС) саопштиле су да су одустале од будућих дијалога јер је „Влада одбила све предлоге који се тичу избора и представљања опозиције у медијима”. Вучић и Дачић су критиковали опозицију због приступа дијалогу. Дачић је саопштио да је Влада прихватила предлоге о формирању тела за праћење медија и промену састава Републичке изборне комисије (РИК). Дачић је 20. септембра изјавио да је окончан међустраначки дијалог уз учешће делегата из парламента Европске уније.
Дачић је 27. августа најавио да ће изборни цензус остати на садашњих 3 одсто. Дана 2. септембра саопштено је да је документ о унапређењу избора представљен опозиционим странкама. Вође опозиције дале имале су различите одговоре на документ, али су навеле да ће документ изменити до 6. септембра. Дана 10. септембра одржан је четрнаести дијалог радног одбора на којем су се опозиционе вође сложиле да одложе састанак потписника. Првобитно је састанак потписника требало да буде одржан 11. септембра, али је Саша Радуловић, вођа странке Доста је било (ДЈБ), предложио да се потписница одложи због протеста „Еколошки устанак” и свечане прославе официра који су одржани тог дана. Милош Јовановић, председник Демократске странке Србије, изјавио је 18. септембра да ће потписивање бити одржано током наредне две седмице, иако је на наредном радном одбору који је одржан 23. октобра, Дачић најавио да ће потписивање бити одржано пре 30. октобра.
Потписница је одржана 29. октобра, коју су потписали представници ДЈБ, ПОКС, Двери, Демократске странке Србије (ДСС), Здраве Србије (ЗС) и Српске радикалне странке (СРС). Обрадовић је првобитно изјавио да неће потписати документ ако не буду испуњени сви услови, што је изјавио и Радуловић. Документом су били задовољни и остали представници опозиције. У завршном документу се наводи да је минимални број прикупљених потписника за изборне листе националних мањина одређен на 5.000, већа средства би се дала изборним учесницима, укинута обавеза полагања новчане гаранције за учеснике избора, дозвољено право бесплатног коришћења свих сала месних заједница за предизборне активности опозицији, забрана изборне кампање десет дана пре датума избора, повећане накнаде за чланове бирачких места, као и промене састава Регулаторног тела за електронске медије (РЕМ) и Републичке изборне комисије (РИК) и контролни орган за спровођење споразума. У првобитном документу унете су и неке измене у ову верзију, али је након амандмана које је поднела опозиција, власт пристала да изврши промене у саставу РЕМ-а и РИК-а, укључујући и стварање контролног тела. Влада је одбила да одвоји изборне датуме и да промени правила изборних листа, али су понудили да не отварају путеве и фабрике седмицу пре избора.

### Уставни референдум
Убрзо након парламентарних избора 2020. Влада је Народној скупштини поднела предлог за промену Устава. Народна скупштина је у децембру усвојила предлог, а даљи амандмани су прихваћени током 2021. године. Да би промене биле усвојене, било је потребно да се одржи референдум. Првобитно је требало да се одржи на јесен 2021, али је у новембру најављено да ће бити одржан 16. јануара 2022. године. Проглашењу референдума претходило је усвајање промена Закона о референдуму и народној иницијативи, која је била на листи чекања од примене Устава из 2006. године, а која је укинула излазност од 50% колико је било потребно да би се референдуми сматрали валидним. Вучић је Закон потписао 25. новембра, док су даље промене усвојене почетком децембра. Више невладиних организација и политичара критиковало је Закон углавном због укидања цензуса и могућности злоупотребе у случајевима као што је Rio Tinto.
Власт и њени званичници су изразили подршку уставним променама, док је опозиција остала подељена. Већина опозиционих странака позвала је грађане да гласају за опцију „не”, док су се неке странке залагале или за бојкот или за одлагање референдума. Ипак, аналитичари су закључили да ће кампања бити суздржана због општих избора и да је могућа могућност злоупотребе референдума.
На крају је на референдуму превагнула опција „да” над „не”, иако је пријављено да је излазност била најнижа од поновног увођења парламентаризма 1990. године. Опција „не” је преовладала у општинама Београда, Новог Сада и Ниша. Пријављене су неправилности на бирачким местима, а неке невладине организације и опозиционе странке су тврдиле изборну крађу.

### Еколошки протести
Еколошки протести одржани су већ у јануару 2021, али је њихово присуство уочљивије од септембра 2021. године. Углавном су их организовале еколошке организације, од којих су највише пажње добиле „Еколошки устанак”, „Крени-промени” и „Скупштина слободне Србије”. Протести су углавном почели због забринутости за животну средину у земљи, али су касније демонстранти такође показали своје противљење планираној инвестицији предузећа Rio Tinto.
Rio Tinto је раније радио у Србији од 2004. године, али је имао дозволу да истражује само у близини долине Јадра. Влада Србије је 2017. спровела „Пројекат Јадар”, којим би Rio Tinto добио дозволу за експлоатацију минерала јадарита, који је откривен још 2004. године. Упоредо са Законом о референдуму и народној иницијативи, расправљало се и о Закону о експропријацији. То је наишло на негативно извештавање активиста, адвоката и политичара. Вучић и други званичници су изјавили да закони немају везе са предузећем Rio Tinto.
Масовни протести су настављени током новембра и децембра, када су достигли врхунац. У том периоду, демонстранти су такође блокирали путеве, а десили су се и бројни насилни инциденти. На протестима који су одржани 4. децембра учествовало је најмање 100.000 демонстраната, а протести су се одржали и у српској дијаспори. Након протеста, Влада је повукла Закон о експропријацији и укинут је просторни план за „Пројекат Јадар”. Протести су настављени до данас. Бројне јавне личности и већина опозиционих странака су изразиле подршку протестима, док су провладини медији ширили дезинформације о протестима и њиховим организаторима.

## Изборни систем
Председник Републике Србије бира се по двокружном систему и има мандат од пет година, али је ограничен на два мандата у било ком реду службе. Ако ниједан кандидат не добије већину гласова у првом кругу, одржава се други круг. Особа која жели да постане званични кандидат треба да прикупи 10.000 потписа. Осим тога, да би се кандидовало, потребно је да особа има најмање 18 година и да поседује српско држављанство, при чему није неопходно да је рођена у Србији.
250 посланика Народне скупштине бира се по затвореној листи пропорционалног изборног система из једне изборне јединице у целој земљи. Места се додељују по Д’Онтовом систему са изборним цензусом од 3% свих важећих гласова, иако је цензус укинут за странке националних мањина. За изборне листе мањина потребно је најмање 5.000 потписника да би се квалификовали за гласање, док је за не-мањинске листе потребно 10.000. Од 2020. 40% кандидата на изборним листама морају бити жене.
Народна скупштина усвојила је предлог за њено распуштање 14. фебруара, а Дачић је 15. фебруара расписао локалне изборе, док је Вучић распустио Народну скупштину и расписао ванредне парламентарне изборе за 3. април. Председнички избори расписану су 2. марта. Српска дијаспора је могла да гласа у 34 земље, али су избори у Канади, Уједињеном Краљевству и Сједињеним Америчким Државама одржани 2. априла због разлика у временским зонама. Аљбин Курти, премијер Републике Косово, изјавио је да Влада Републике Косово покушава да нађе решење за изборе са амбасадорима Европске уније, а такође је изразио подршку да косметски Срби који поседују српско држављанство имају право гласа на општим изборима. Републичка изборна комисија (РИК) саопштила је да косметски Срби имају право гласа у четири општине у Србији.

### Политичке странке
У табели испод су наведене политичке странке заступљене у Народној скупштини након парламентарних избора 2020. године.
| Назив | Назив                           | Идеологија                 | Политичка позиција | Вођа             | Резултат 2020. | Резултат 2020. |
| Назив | Назив                           | Идеологија                 | Политичка позиција | Вођа             | Гласови (%)    | Мандати        |
| ----- | ------------------------------- | -------------------------- | ------------------ | ---------------- | -------------- | -------------- |
|       | Коалиција око СНС-а             | популизам                  | велики шатор       | Александар Вучић | 60,65%         | 188 / 250      |
|       | СПС—ЈС—КП—ЗС                    | популизам                  | велики шатор       | Ивица Дачић      | 10,38%         | 32 / 250       |
|       | Српски патриотски савез         | национални конзервативизам | десница            | Александар Шапић | 3,83%          | 11 / 250       |
|       | Савез војвођанских Мађара       | мањинска права             | мањинска права     | Иштван Пастор    | 2,23%          | 9 / 250        |
|       | СПП—ДПМ                         | мањинска права             | мањинска права     | Муамер Зукорлић  | 1%             | 4 / 250        |
|       | Партија за демократско деловање | мањинска права             | мањинска права     | Шаип Камбери     | 0,82%          | 3 / 250        |
|       | СДА Санџака                     | мањинска права             | мањинска права     | Сулејман Угљанин | 0.77%          | 3 / 250        |

### Предизборни састав
|         |                                      |         |  |  |  |  |
| Странка | Странка                              | Мандати |  |  |  |  |
|         | За нашу децу                         | 180     |  |  |  |  |
|         | СПС—ЗС                               | 24      |  |  |  |  |
|         | Партија уједињених пензионера Србије | 9       |  |  |  |  |
|         | Савез војвођанских Мађара            | 9       |  |  |  |  |
|         | Јединствена Србија                   | 8       |  |  |  |  |
|         | Социјалдемократска партија Србије    | 8       |  |  |  |  |
|         | ПДД—СДА С                            | 6       |  |  |  |  |
|         | СПП–УСС                              | 5       |  |  |  |  |
|         | Независни                            | 1       |  |  |  |  |

## Изборне листе
Следе званичне изборне листе које је објавила Републичка изборна комисија (РИК). РИК је одбацио четири изборне листе.
 М  листа националне мањине
| #  | Назив | Назив | Проглашење листе  | Први на листи                | Главна идеологија          | Политичка позиција      | Потписи |
| -- | ----- | --- | ----------------- | ---------------------------- | -------------------------- | ----------------------- | ------- |
| 1  |       | - Александар Вучић — Заједно можемо све - СНС, СДПС, ПС, ПУПС, ПСС—БК, СНП, СПО, НСС, УСС, БС | 17. фебруар 2022. | Даница Грујичић              | популизам                  | велики шатор            | 57.007  |
| 2  |       | - Ивица Дачић — Премијер Србије - СПС, ЈС, ЗС | 17. фебруар 2022. | Ивица Дачић                  | популизам                  | велики шатор            | 22.714  |
| 3  |       | - М Савез војвођанских Мађара — Иштван Пастор - СВМ | 18. фебруар 2022. | Балинт Пастор                | мањинска права             | десни центар            | 8.743   |
| 4  |       | - др Војислав Шешељ — Српска радикална странка - СРС | 18. фебруар 2022. | Војислав Шешељ               | ултранационализам          | крајња десница          | 11.239  |
| 5  |       | - Мариника Тепић — Уједињени за победу Србије - ССП, НС, ДС, ПСГ, ПЗП, ДЗВМ, ГП, Отаџбина, Слога, СМС, ВС, ПСС | 19. фебруар 2022. | Мариника Тепић               | антикорупција              | велики шатор            | 13.007  |
| 6  |       | - др Милош Јовановић — НАДА за Србију — Српска коалиција НАДА — Национално демократска алтернатива — Демократска странка Србије — За Краљевину Србију — Војислав Михаиловић - ДСС, ЗКС, БГС, ЗЗШ                                       | 19. фебруар 2022. | Божидар Делић                | национални конзервативизам | десница                 | 11.222  |
| 7  |       | - Милица Ђурђевић Стаменковски — Српска странка Заветници - ССЗ | 20. фебруар 2022. | Милица Ђурђевић Стаменковски | ултранационализам          | крајња десница          | 10.968  |
| 8  |       | - М Муфтијин аманет — Странка правде и помирења — Усаме Зукорлић - СПП | 20. фебруар 2022. | Усаме Зукорлић               | мањинска права             | мањинска права          | 5.056   |
| 9  |       | - Морамо — Акција — Еколошки устанак — Ћута — Не давимо Београд — Небојша Зеленовић - НДБГ, ЗЗС, ЕУ, ИЗНО, Солидарност, ФРС | 22. фебруар 2022. | Александар Јовановић Ћута    | зелена политика            | леви центар до левице   | 12.236  |
| 10 |       | - Суверенисти — Саша Радуловић — Милан Стаматовић — др Јована Стојковић - ДЈБ, ЗС, ЖЗС | 22. фебруар 2022. | Саша Радуловић               | десничарски популизам      | десница                 | 10.104  |
| 11 |       | - Бошко Обрадовић — Српски покрет Двери — ПОКС — Милош Парандиловић — Патриотски блок за обнову Краљевине Србије - Двери, ПОКС | 23. фебруар 2022. | Бошко Обрадовић              | српски национализам        | десница                 | 10.469  |
| 12 |       | - М Заједно за Војводину — Војвођани (Демократски савез Хрвата у Војводини, Заједно за Војводину) - ДСХВ, ЗзВ | 2. март 2022.     | Томислав Жигманов            | мањинска права             | мањинска права          | 5.237   |
| 13 |       | - М СДА Санџака — др Сулејман Угљанин - СДА С | 2. март 2022.     | Енис Имамовић                | мањинска права             | десни центар до деснице | ≈7.000  |
| 14 |       | - Борис Тадић — Ајмо људи — Социјалдемократска странка — Нова странка — 1 од 5 милиона — Толеранција Србије — Уједињени покрет зелених Србије — Бошњачка грађанска странка — Странка Црногораца - СДС, Нова, #1од5м, ТС, УПЗС, БГС, СЦ | 8. март 2022.     | Горан Радосављевић           | социјални либерализам      | центар до левог центра  | 10.537  |
| 15 |       | - М Алтернатива за промене — Албанска демократска алтернатива - АПН/АЗП | 8. март 2022.     | Шћиприм Арифи                | мањинска права             | мањинска права          | 5.176   |
| 16 |       | - М Коалиција Албанаца Прешевске долине - ПВД/ПДД, ДП, ПДП | 11. март 2022.    | Шаип Камбери                 | мањинска права             | десни центар            | 5.804   |
| 17 |       | - Отете бебе — Ана Пејић - ОБАП | 14. март 2022.    | Ана Пејић                    | антитрговина људима        | антитрговина људима     | 10.120  |
| 18 |       | - М Ромска партија — Срђан Шајн - РП | 16. март 2022.    | Саћип Саћиповић              | мањинска права             | мањинска права          | 5.024   |
| 19 |       | - М Руски мањински савез — Милена Павловић, Павле Бихали Гаврин (Српско-руски покрет, Српско-руска партија Вукови, Покрет Грка Србиза) - СРП, СРПВ, ПГС                                                                                | 22. март 2022.    | Душан Марковић               | неофашизам                 | крајња десница          | ≈5.100  |

## Председнички кандидати

### Проглашени кандидати
У наставку су званични председнички кандидати које је објавила Републичка изборна комисија (РИК). Жреб је одржан 18. марта.
| # | Кандидат | Кандидат                     | Припадност | Припадност                 | Позадина | Потписи |
| - | -------- | ---------------------------- | ---------- | -------------------------- | --- | ------- |
| 1 |          | Миша Вацић                   |            | Српска десница             | Вођа Српске деснице | 10.151  |
| 2 |          | Биљана Стојковић             |            | Морамо                     | Професорка Биолошког факултета Универзитета у Београду | 10.585  |
| 3 |          | Бранка Стаменковић           |            | Суверенисти                | Посланица у Народној скупштини (2016—2020) Председница Доста је било (2018—2019) | 10.046  |
| 4 |          | Здравко Понош                |            | Уједињени за победу Србије | Потпредседник Народне странке (2017—2021) Шеф кабинета председника Генералне скупштине УН (2012—2013) Помоћник министра спољних послова (2010—2012) Начелник Генералштаба Војске Србије (2006—2008) | 11.786  |
| 5 |          | Милица Ђурђевић Стаменковски |            | Српска странка Заветници   | Гласноговорница Српске странке Заветници | 11.102  |
| 6 |          | Александар Вучић             |            | Српска напредна странка    | Председник Србије (2017—данас) Председник Владе Србије (2014—2017) Потпредседник Владе Србије (2012—2014)                                                                                           | 148.846 |
| 7 |          | Милош Јовановић              |            | НАДА                       | Председник Демократске странке Србије (2016—данас) Посланик у Народној скупштини (2012—2013) | 11.232  |
| 8 |          | Бошко Обрадовић              |            | Двери—ПОКС                 | Председник Српског покрета Двери (2015—2024) Посланик у Народној скупштини (2016—2020) | 11.020  |

### Повучене кандидатуре
Кандидатуре су потврдили следећи појединци, али су или одустали због опструкција или нису успели да сакупе довољно потписа.
- Александар Бањанац, номиновала га Нова комунистичка партија Југославије[212][213]
- Драгослав Шумарац, номиновала га Социјалдемократска странка[214][215]
- Миладин Шеварлић, номиновала га „Снага саборности народа Србије”, коју предводи Бранимир Несторовић[216][217]
- Срђан Шкоро, независни кандидат[218][219]
- Владимир Вулетић, номиновао га покрет „Црно на бело”[220][221]

### Одбили да буду кандидати
Следећи појединци су били предмет спекулација о њиховој могућој кандидатури, али су јавно негирали интересовање за кандидовање.
- Александар Вулин, бивши министар унутрашњих послова (2020—2022)[222][223]
- Александар Кавчић, универзитетски професор и филантроп[224]
- Божидар Делић, генерал у пензији и бивши потпредседник Народне скупштине (2007—2012)[225]
- Борис Тадић, актуелни председник Социјалдемократске странке; бивши председник Србије (2004—2012)[226]
- Бранимир Несторовић, пулмолог; вођа покрета „Витезови реда змаја”[227][228]
- Војислав Шешељ, актуелни председник Српске радикалне странке (1991—данас); бивши потпредседник Владе Србије (1998—2000)[229]
- Вук Јеремић, актуелни председник Народне странке (2017—данас); бивши министар спољних послова (2007—2012); бивши председник Генералне скупштине Уједињених нација (2012—2013)[230]
- Григорије Дурић, епископ Српске православне цркве; актуелни архијереј Епархије диселдорфске и немачке (2018—данас); бивши архијереј Епархије захумско-херцеговачке и приморске (1999—2018)[231]
- Драган Бјелогрлић, глумац; филмски продуцент[232]
- Ивица Дачић, актуелни председник Народне скупштине (2020—данас); бивши председник Владе Србије (2012—2014); бивши потпредседник Владе Србије (2008—2012; 2014—2020)[233]
- Мариника Тепић, актуелна потпредседница Странке слободе и правде, бивша посланица у Народној скупштини (2016—2020)[234]
- Милан Ст. Протић, бивши градоначелник Београда (2000—2001); бивши амбасадор СР Југославије у Сједињеним Америчким Државама (2001); бивши амбасадор Србије у Швајцарској (2009—2014)[235]
- Миодраг Зец, професор Универзитета у Београду[236]
- Миодраг Мајић, правник и судија Апелационог суда[237]
- Мирослав Алексић, актуелни потпредседник Народне странке; бивши посланик у Народној скупштини (2016—2020); бивши градоначелник Трстеника (2012—2016)[238][239]
- Млађан Ђорђевић, предузетник, бивши саветник председника Бориса Тадића и бивши заменик министра[240]
- Небојша Зеленовић, актуелни председник Заједно за Србију (2016—данас); бивши градоначелник Шапца (2014—2020)[241]
- Никола Сандуловић, актуелни председник Републиканске странке (2015—данас)[242]
- Расим Љајић, бивши потпредседник Владе Србије (2012—2020)[243]
- Саво Манојловић, адвокат; активиста; један од вођа еколошких протеста у Србији 2021—2022.[244]
- Синиша Ковачевић, актуелни потпредседник Народне странке[245]

## Кампања
Невладине организације су оцениле да је у периоду предизборне кампање била присутна поларизација. Неке организације, попут Бироа за друштвена истраживања (БИРОДИ), тврде да су у том периоду доминирали провладини медији, док је Транспарентност Србија навела да је владајућа странка имала значајну доминацију у медијима. Према вишеструким истраживањима које је спровео БИРОДИ, медији су се претворили у средство пропаганде, што је у супротности са стварном улогом медија у изборном процесу. Према истраживању које је спровела Црта, уочено је да је период изборне кампање био гори од оног са парламентарних избора 2020. године. Предизборна делегација Парламентарне скупштине Савета Европе (ПССЕ) констатовала је да је атмосфера током кампање мирна и да сви политички учесници могу слободно да воде кампању. Такође је изразила забринутост због могућег притиска на бираче и страх од неправилности на дан избора. Привремено надзорно тело, којим руководи Регулаторно тело за електронске медије (РЕМ), тврди да БИРОДИ и Црта објављују тврдње које нису поткрепљене. Почетком марта Црта је почела сарадњу са телевизијском станицом Нова С, у циљу повећања излазности на изборима, креирањем емисије Зато, гласај!. Радио-телевизија Србије (РТС), између осталих информативних станица, током кампање организовала је дебате и представљање програма. Учешће у праћењу избора најавило је и више невладиних организација, као што су ЕНЕМО, Црта, ЦеСИД, ОЕБС и делегати из ПССЕ. Опозиционе странке су ангажовале и контролоре избора, како би смањили потенцијалну изборну крађу, док је Црта саопштила да је ангажовала 3.000 изборних посматрача за изборе. Током последње седмице кампање, организације су приметиле појаву „фантомских бирача”, што сигнализира изборну крађу. Изборна тишина почела је 1. априла и трајала је до затварања бирачких места 3. априла. Транспарентност Србија је истакла да је период кампање био најскупљи од 2004. године.

### Странке и коалиције које учествују
СНС и њени коалициони партнери су после парламентарних избора 2020. обезбедили већину у Скупштини, без присуства званичне опозиције. Касније, почетком маја 2021, Вучић је Александру Шапићу, вођи Српског патриотског савеза (СПАС), упутио предлог о спајању две странке. Шапић је најавио спремност за спајање своје странке у СНС, што је и реализовано 26. маја. Потом је унапређен у потпредседника СНС, док су се њени посланици почетком јуна придружили посланичкој групи коју предводи СНС. СНС је потврдила и став да ће наставити сарадњу са Социјалистичком партијом Србије (СПС), са којом су у Влади од 2012. Након састанка у јануару 2022. јавности је саопштено да ће заједно учествовати на председничким, као и на посебним гласачким листама на парламентарним изборима. У фебруару је Дачић изабран за носиоца листе СПС, док је Вучић изабран за носиоца СНС.
Савез за Србију, велики опозициони савез који је бојкотовао парламентарне изборе, трансформисан је у Удружену опозицију Србије у августу 2020. Савез је остао подељен, а касније је распуштен између децембра 2020. и јануара 2021. Странке су касније поново наставиле са сарадњом, након најаве да ће Странка слободе и правде (ССП) формирати заједничку опозициону коалицију. Разговори о формирању вођени су до 23. новембра, након чега је јавности саопштено да ће ССП предводити коалицију уз Демократску странку (ДС), Народну странку (НС), Покрет слободних грађана (ПСГ) и друге мање странке и покрета. За њиховог носиоца листе изабрана је Мариника Тепић. Званично је формализована као коалиција у фебруару 2022, под именом Уједињена Србија (УС).
Двери, које су биле део Савеза за Србију, одбиле су да се придруже њиховој листи, већ су касније у децембру формирале „Патриотски блок” са мањим десничарским странкама. Излазак на предстојеће изборе најавио је и покрет Доста је било, који је крајем новембра почео да сарађује са Здравом Србијом и антиваксерским покретом „Живим за Србију” у циљу формирања „Суверенистичког блока”.
У јуну је Небојша Зеленовић, вођа странке Заједно за Србију, формирао коалицију под називом „Акција” којој се придружило 28 мањих еколошких грађанских група и политичких покрета због подршке „Зеленом споразуму за Србију”. Александар Јовановић Ћута је средином новембра најавио учешће покрета „Еколошки устанак” на изборима, а 14. новембра је са Зеленовићем потписао уговор о учешћу на заједничкој листи. Њиховој коалицији, која је формализована у јануару 2022. под називом Морамо, приступио је и покрет Не давимо Београд.
Требало је да се формира десничарска коалиција у којој би учествовали ПОКС, Народна мрежа (НМ) на челу са Владаном Глишићем, Српска странка Заветници (ССЗ) и Демократска странка Србије (ДСС), иако је та идеја одбачена, коалициони и страначки протокол формирани су и потписани убрзо након тога. У јануару 2021. десничарске странке ДСС и ПОКС потписале су споразум, а у мају су са још 19 покрета и грађанских група формирале Националну демократску алтернативу (НАДА), док су у фебруару 2021. крајње десничарске странке НМ и ССЗ потписале протокол између себе. У време општих избора, руководство ПОКС-а је и даље било спорно, иако је фракција око Жике Гојковића и даље правно полагала право на вођство.
У мају 2021. Социјалдемократска странка (СДС) на челу са Борисом Тадићем потписала је протокол са центристичком коалицијом „Толеранција”. У новембру је најављено да ће се Демократе Србије, огранак Демократске странке (ДС) која је формирана у фебруару 2021, ући у СДС, што је реализовано 2022. Крајем маја Нова странка (Нова) формирала је коалицију са мањим покретом који је предводио Марко Бастаћ, али је коалиција касније распуштена у септембру. Касније током 2021. СДС је дефакто формирао коалицију са Новом и Грађанским демократским форумом (ГДФ). Тадић је крајем фебруара 2022. представио своју коалицију која укључује Нову и пет мањих покрета.

### Слогани
| Странка/коалиција | Странка/коалиција                  | Оригинални слоган | Реф.            |
| ----------------- | ---------------------------------- | --- | --------------- |
|                   | Двери—ПОКС                         | Срцем за Србију | [ 330 ]         |
|                   | Странка правде и помирења          | Муфтијин аманет | [ 331 ]         |
|                   | Национално демократска алтернатива | Да живимо нормално | [ 332 ]         |
|                   | Странка демократске акције Санџака | Слобода—демократија—аутономија                                                                                           | [ 333 ]         |
|                   | СДС—Нова                           | Борис Тадић — Ајмо људи                                                                                                  | [ 334 ]         |
|                   | Коалиција око СНС-а                | Заједно можемо све Дела Говоре Мир. Стабилност. Вучић. Једина граница су наши снови                                      | [ 335 ] [ 336 ] |
|                   | Српска странка Заветници           | Своји на своме | [ 337 ]         |
|                   | Српска радикална странка           | Под заставом Србије Шешеља за премијера                                                                                  | [ 338 ]         |
|                   | Социјалистичка партија Србије      | Ивица Дачић — Премијер Србије                                                                                            | [ 339 ]         |
|                   | Суверенисти                        | Србија није на продају Бранка Стаменковић — Жена из народа, глас народа                                                  | [ 340 ] [ 341 ] |
|                   | Уједињени за победу Србије         | Уједињена Србија Промена из корена Наш Понош — Председник                                                                | [ 342 ] [ 343 ] |
|                   | Морамо                             | Морамо, заједно и другачије Морамо, снагу улице у институције Биљана Стојковић — Морам, за земљу, ваздух, воду и слободу | [ 344 ] [ 345 ] |

### Дебате
| Опште изборне дебате у Србији 2022. | Опште изборне дебате у Србији 2022. | Опште изборне дебате у Србији 2022. | Опште изборне дебате у Србији 2022. | Опште изборне дебате у Србији 2022. | Опште изборне дебате у Србији 2022. | Опште изборне дебате у Србији 2022. | Опште изборне дебате у Србији 2022. | Опште изборне дебате у Србији 2022. | Опште изборне дебате у Србији 2022. | Опште изборне дебате у Србији 2022. | Опште изборне дебате у Србији 2022. | Опште изборне дебате у Србији 2022. | Опште изборне дебате у Србији 2022. | Опште изборне дебате у Србији 2022. | Опште изборне дебате у Србији 2022. | Опште изборне дебате у Србији 2022. |   |   |   |         |
| Датум                               | Време                               | Организатор                         | П Присутни Н Непозвани С Сурогат    | П Присутни Н Непозвани С Сурогат    | П Присутни Н Непозвани С Сурогат    | П Присутни Н Непозвани С Сурогат    | П Присутни Н Непозвани С Сурогат    | П Присутни Н Непозвани С Сурогат    | П Присутни Н Непозвани С Сурогат    | П Присутни Н Непозвани С Сурогат    | П Присутни Н Непозвани С Сурогат    | П Присутни Н Непозвани С Сурогат    | П Присутни Н Непозвани С Сурогат    | П Присутни Н Непозвани С Сурогат    | П Присутни Н Непозвани С Сурогат    | П Присутни Н Непозвани С Сурогат    |   |   |   |         |
| Датум                               | Време                               | Организатор                         | СНС                                 | СПС                                 | УЗПС                                | Морамо                              | НАДА                                | Суверенисти                         | Двери                               | ССЗ                                 | СДС—Нова                            | СРС                                 | СВМ                                 | ССП                                 | Независни                           | Реф.                                |   |   |   |         |
| ----------------------------------- | ----------------------------------- | ----------------------------------- | ----------------------------------- | ----------------------------------- | ----------------------------------- | ----------------------------------- | ----------------------------------- | ----------------------------------- | ----------------------------------- | ----------------------------------- | ----------------------------------- | ----------------------------------- | ----------------------------------- | ----------------------------------- | ----------------------------------- | ----------------------------------- | - | - | - | ------- |
| Датум                               | Време                               | Организатор                         | 11. јан                             | 21.05                               | РТС                                 | П Ђорђе Дабић                       | П Ђорђе Милићевић                   | П Владимир Гајић                    | Н                                   | Н                                   | Н                                   | Н                                   | П Милица Ђурђевић                   | Н                                   | Н                                   | Реф.                                | Н | Н | Н | [ 346 ] |
| 14. јан                             | 18.20                               | Нова С                              | Н                                   | Н                                   | Н                                   | Н                                   | Н                                   | Н                                   | П Бошко Обрадовић                   | Н                                   | Н                                   | Н                                   | Н                                   | Н                                   | П Срђан Шкоро                       | [ 347 ]                             |   |   |   |         |
| 19. јан                             | 19.20                               | Курир                               | П Горан Весић                       | Н                                   | Н                                   | Н                                   | Н                                   | Н                                   | Н                                   | Н                                   | П Борис Тадић                       | Н                                   | Н                                   | Н                                   | Н                                   | [ 348 ]                             |   |   |   |         |
| 21. јан                             | 21.00                               | Инсајдер                            | П Владимир Орлић                    | П Ђорђе Милићевић                   | Н                                   | Н                                   | П Милош Јовановић                   | Н                                   | Н                                   | Н                                   | П Константин Самофалов              | Н                                   | Н                                   | Н                                   | Н                                   | [ 349 ]                             |   |   |   |         |
| 28. јан                             | 21.00                               |                                     | Н                                   | П Ивица Дачић                       | Н                                   | Н                                   | Н                                   | Н                                   | Н                                   | Н                                   | П Борис Тадић                       | Н                                   | Н                                   | Н                                   | Н                                   | [ 350 ]                             |   |   |   |         |
| 1. феб                              | 21.00                               | РТС                                 | П Ђорђе Тодоровић                   | П Никола Никодијевић                | Н                                   | П Радомир Лазовић                   | Н                                   | Н                                   | П Радмила Весић                     | Н                                   | Н                                   | Н                                   | Н                                   | Н                                   | Н                                   | [ 351 ]                             |   |   |   |         |
| 8. феб                              | 21.05                               | РТС                                 | П Владимир Ђукановић                | П Снежана Пауновић                  | Н                                   | Н                                   | Н                                   | Н                                   | Н                                   | П Душан Пророковић                  | П Горан Богдановић                  | Н                                   | Н                                   | Н                                   | Н                                   | [ 352 ]                             |   |   |   |         |
| 18. феб                             | 17.05                               | РТС                                 | П Ђорђе Дабић                       | П Снежана Пауновић                  | Н                                   | Н                                   | П Милош Јовановић                   | Н                                   | Н                                   | Н                                   | П Константин Самофалов              | Н                                   | Н                                   | Н                                   | Н                                   | [ 353 ]                             |   |   |   |         |
| 19. феб                             | 19.20                               | Курир                               | Н                                   | Н                                   | Н                                   | Н                                   | П Милош Јовановић                   | Н                                   | П Бошко Обрадовић                   | Н                                   | Н                                   | Н                                   | Н                                   | Н                                   | Н                                   | [ 354 ]                             |   |   |   |         |
| 21. феб                             | 21.00                               |                                     | Н                                   | Н                                   | Н                                   | П Александар Јовановић Ћута         | Н                                   | Н                                   | Н                                   | П Милица Ђурђевић                   | Н                                   | Н                                   | Н                                   | Н                                   | Н                                   | [ 355 ]                             |   |   |   |         |
| 22. феб                             | 21.05                               | РТС                                 | П Синиша Мали                       | П Душан Бајатовић                   | П Душан Никезић                     | Н                                   | Н                                   | Н                                   | Н                                   | Н                                   | Н                                   | П Александар Шешељ                  | Н                                   | Н                                   | Н                                   | [ 356 ]                             |   |   |   |         |
| 24. феб                             | 21.00                               | Инсајдер                            | П Ђорђе Комленски                   | Н                                   | П Небојша Новаковић                 | П Биљана Ђорђевић                   | Н                                   | Н                                   | П Андреј Митић                      | Н                                   | Н                                   | Н                                   | Н                                   | Н                                   | Н                                   | [ 357 ]                             |   |   |   |         |
| 1. мар                              | 21.00                               | РТС                                 | П Владимир Ђукановић                | П Снежана Пауновић                  | П Зоран Лутовац                     | Н                                   | П Милош Јовановић                   | П Саша Радуловић                    | Н                                   | П Милица Ђурђевић                   | Н                                   | Н                                   | Н                                   | Н                                   | Н                                   | [ 358 ]                             |   |   |   |         |
| 2. мар                              | 20.15                               | Танјуг                              | Н                                   | П Душан Бајатовић                   | Н                                   | Н                                   | Н                                   | Н                                   | Н                                   | П Милица Ђурђевић                   | Н                                   | Н                                   | Н                                   | Н                                   | П Срђан Шкоро                       | [ 359 ]                             |   |   |   |         |
| 2. мар                              | 21.00                               | РТВ                                 | П Владимир Ђукановић                | Н                                   | П Стефан Јовановић                  | Н                                   | П Бранислав Ристивојевић            | Н                                   | Н                                   | Н                                   | Н                                   | Н                                   | П Елвира Ковач                      | Н                                   | Н                                   | [ 360 ]                             |   |   |   |         |
| 3. мар                              | 21.00                               | Инсајдер                            | П Драган Шормаз                     | Н                                   | П Борко Стефановић                  | П Небојша Зеленовић                 | П Милош Јовановић                   | Н                                   | Н                                   | Н                                   | Н                                   | Н                                   | Н                                   | Н                                   | Н                                   | [ 361 ]                             |   |   |   |         |
| 4. мар                              | 22.00                               | Прва                                | Н                                   | Н                                   | С Здравко Понош                     | Н                                   | Н                                   | Н                                   | П Бошко Обрадовић                   | Н                                   | П Борис Тадић                       | Н                                   | Н                                   | Н                                   | П Срђан Шкоро                       | [ 362 ]                             |   |   |   |         |
| 8. мар                              | 12.30                               | РТС                                 | П Владимир Ђукановић                | Н                                   | Н                                   | Н                                   | Н                                   | Н                                   | Н                                   | Н                                   | П Горан Радосављевић                | Н                                   | Н                                   | Н                                   | Н                                   | [ 363 ]                             |   |   |   |         |
| 8. мар                              | 21.05                               | РТС                                 | П Дарија Кисић Тепавчевић           | П Славица Ђукић Дејановић           | Н                                   | П Биљана Ђорђевић                   | Н                                   | П Јована Стојковић                  | П Бошко Обрадовић                   | Н                                   | Н                                   | Н                                   | П Елвира Ковач                      | Н                                   | Н                                   | [ 364 ]                             |   |   |   |         |
| 9. мар                              | 21.00                               | РТВ                                 | П Ђорђе Тодоровић                   | П Дијана Радовић                    | Н Павле Грбовић                     | Н                                   | Н                                   | Н                                   | Н                                   | П Милица Ђурђевић                   | Н                                   | Н                                   | Н                                   | Н                                   | Н                                   | [ 365 ]                             |   |   |   |         |
| 10. мар                             | 22.40                               | РТС                                 | Н                                   | Н                                   | Н                                   | П Радомир Лазовић                   | Н                                   | П Војин Биљић                       | Н                                   | Н                                   | Н                                   | Н                                   | Н                                   | Н                                   | Н                                   | [ 366 ]                             |   |   |   |         |
| 15. мар                             | 21.10                               | РТС                                 | П Даница Грујичић                   | П Владимир Ђукић                    | П Драгана Ракић                     | Н                                   | Н                                   | Н                                   | Н                                   | Н                                   | П Арис Мовсесијан                   | П Миљко Ристић                      | Н                                   | П Един Нумановић                    | Н                                   | [ 367 ]                             |   |   |   |         |
| 17. мар                             | 21.00                               | Инсајдер                            | Н                                   | П Бранко Ружић                      | П Горан Радојев                     | П Ђорђе Павићевић                   | Н                                   | Н                                   | Н                                   | Н                                   | Н                                   | Н                                   | Н                                   | Н                                   | Н                                   | [ 368 ]                             |   |   |   |         |
| 22. мар                             | 22.15                               | РТС                                 | Н                                   | П Ђорђе Милићевић                   | Н                                   | Н                                   | П Милош Јовановић                   | Н                                   | Н                                   | Н                                   | Н                                   | Н                                   | Н                                   | Н                                   | Н                                   | [ 369 ]                             |   |   |   |         |
| 22. мар                             | 21.00                               | РТС                                 | П Владимир Орлић                    | П Душан Бајатовић                   | П Мирослав Алексић                  | П Ђорђе Микетић                     | Н                                   | П Милан Стаматовић                  | П Бошко Обрадовић                   | Н                                   | Н                                   | Н                                   | Н                                   | Н                                   | Н                                   | [ 370 ]                             |   |   |   |         |
| 24. мар                             | 12.00                               | РТС                                 | Н                                   | Н                                   | Н                                   | П Биљана Ђорђевић                   | Н                                   | П Војин Биљић                       | Н                                   | Н                                   | Н                                   | Н                                   | Н                                   | Н                                   | Н                                   | [ 371 ]                             |   |   |   |         |
| 24. мар                             | 21.00                               | РТС                                 | П Игор Симић                        | П Вељко Одаловић                    | П Славиша Ристић                    | Н                                   | П Милош Јовановић                   | Н                                   | Н                                   | П Милица Ђурђевић                   | Н                                   | П Александар Шешељ                  | Н                                   | Н                                   | Н                                   | [ 372 ]                             |   |   |   |         |
| 24. мар                             | 21.00                               | Инсајдер                            | Н                                   | П Ђорђе Милићевић                   | П Жељко Веселиновић                 | П Владимир Симоновић                | Н                                   | Н                                   | Н                                   | Н                                   | П Горан Радосављевић                | Н                                   | Н                                   | Н                                   | Н                                   | [ 373 ]                             |   |   |   |         |
| 27. мар                             | 12.20                               |                                     | Н                                   | Н                                   | П Павле Грбовић                     | П Радомир Лазовић                   | Н                                   | Н                                   | Н                                   | Н                                   | Н                                   | Н                                   | Н                                   | Н                                   | Н                                   | [ 374 ]                             |   |   |   |         |
| 28. мар                             | 21.00                               |                                     | Н                                   | Н                                   | П Мирослав Алексић                  | Н                                   | Н                                   | Н                                   | Н                                   | Н                                   | П Горан Радосављевић                | Н                                   | Н                                   | Н                                   | Н                                   | [ 375 ]                             |   |   |   |         |
| 29. мар                             | 23.00                               | РТС                                 | Н                                   | П Снежана Пауновић                  | П Павле Грбовић                     | Н                                   | Н                                   | Н                                   | Н                                   | Н                                   | Н                                   | Н                                   | Н                                   | Н                                   | Н                                   | [ 376 ]                             |   |   |   |         |
| 29. мар                             | 21.00                               |                                     | Н                                   | Н                                   | Н                                   | П Биљана Ђорђевић                   | Н                                   | Н                                   | П Милош Парандиловић                | Н                                   | Н                                   | Н                                   | Н                                   | Н                                   | Н                                   | [ 377 ]                             |   |   |   |         |
| 29. мар                             | 21.20                               | РТС                                 | П Владимир Орлић                    | П Душан Бајатовић                   | П Драган Ђилас                      | Н                                   | Н                                   | П Саша Радуловић                    | П Бошко Обрадовић                   | Н                                   | П Борис Тадић                       | Н                                   | Н                                   | Н                                   | Н                                   | [ 378 ]                             |   |   |   |         |
| 30. мар                             | 21.00                               |                                     | Н                                   | П Никола Никодијевић                | Н                                   | Н                                   | П Предраг Марсенић                  | Н                                   | Н                                   | Н                                   | Н                                   | Н                                   | Н                                   | Н                                   | Н                                   | [ 379 ]                             |   |   |   |         |
| 31. мар                             | 11.30                               | РТС                                 | П Владимир Орлић                    | Н                                   | Н                                   | Н                                   | Н                                   | Н                                   | Н                                   | Н                                   | П Борис Тадић                       | Н                                   | Н                                   | Н                                   | Н                                   | [ 380 ]                             |   |   |   |         |
| 31. мар                             | 20.15                               |                                     | Н                                   | Н                                   | П Мирослав Алексић                  | П Биљана Ђорђевић                   | П Предраг Марсенић                  | П Хана Адровић                      | П Милош Парандиловић                | Н                                   | П Горан Радосављевић                | Н                                   | Н                                   | Н                                   | Н                                   | [ 381 ]                             |   |   |   |         |
| 31. мар                             | 21.00                               | РТС                                 | П Горан Весић                       | П Ђорђе Милићевић                   | П Мариника Тепић                    | П Небојша Зеленовић                 | П Милош Јовановић                   | Н                                   | Н                                   | П Милица Ђурђевић                   | Н                                   | Н                                   | Н                                   | Н                                   | Н                                   | [ 382 ]                             |   |   |   |         |
| 31. мар                             | 22.15                               |                                     | Н                                   | Н                                   | Н                                   | П Биљана Стојковић                  | П Милош Јовановић                   | Н                                   | П Бошко Обрадовић                   | П Милица Ђурђевић                   | Н                                   | Н                                   | Н                                   | Н                                   | Н                                   | [ 383 ]                             |   |   |   |         |

### Проблеми
Кампања је почела убрзо након распуштања Народне скупштине. Странке које су учествовале у еколошким протестима изразиле су противљење предузећу Rio Tinto током предизборне кампање, док су неке странке, попут Српске радикалне странке (СРС), пружиле подршку. Иако су, према ЦеСИД-у, након почетка инвазије Русије на Украјину 24. фебруара, еколошка питања готово нестала из јавности. ЦеСИД је такође навео да су проблеми кампање такође концентрисани на борбу против корупције и владавину права. С друге стране, БИРОДИ је навео да се највише говорило о националним интересима, економији и инфраструктури. Организација је такође прокоментарисала да су питања везана за интеграције у Европску унију добила најмању количину покривености.

### Кампање странака

#### Српска напредна странка
Српска напредна странка започела је кампању убрзо након распуштања Народне скупштине 15. фебруара. Успели су да прикупе око 60.000 потписа који су касније предати РИК-у 16. фебруара, док је њихова изборна листа потврђена дан касније. Први предизборни митинг одржан је у Мерошини. После првог митинга, СНС је наставила кампању и у другим регионима Србије. СНС је Вучића прогласила за свог председничког кандидата 6. марта. Вучић је током кампање потрошио око 6 милиона евра.

#### Социјалистичка партија Србије
Ивица Дачић, вођа Социјалистичке партије Србије, изјавио је 16. фебруара да је та странка прикупила више од 20.000 потписа за посланичку листу. Његов списак је дан касније потврдио РИК. СПС је изразио подршку Вучићу као њиховом заједничком председничком кандидату. Дачић је током кампање изјавио да се противи НАТО-у и изразио подршку већој сарадњи са Кином и Русијом. СПС је такође изразио подршку патриотизму, а Дачић је на предизборном митингу изјавио да је „СПС синоним за државну стабилност, традицију и трајање”. Тома Фила, који је први на листи за изборе за одборнике Скупштине града Београда, изразио је подршку интересима пензионера.
Коалиција око СПС добила је подршку и од организација попут Биогена, Еколошког покрета Беочина и Демократске уније Рома. У прве две седмице предизборне кампање, СПС је за своју кампању добио 500.000 долара донација.

#### Савез војвођанских Мађара
Савез војвођанских Мађара (СВМ) успео је да прикупи око 9.000 потписа, док је њихова изборна листа потврђена 18. фебруара. Његов први на листи Балинт Пастор изјавио је да положај националних мањина треба да буде на високом нивоу. Изјавио је и њихову подршку Фидесу, владајућој странци Мађарске. Пастор је такође изјавио да је његова странка спремна да сарађује са владом како би се у Суботици завршило више пројеката. СВМ је изразио подршку Вучићу за председничке изборе.

#### Српска радикална странка
Српска радикална странка прикупила је преко 11.000 потписа, а њихова изборна листа је потврђена 18. фебруара. За посланика је изабран Војислав Шешељ, док је Шешељ дао подршку Вучићу поводом председничких избора.
Шешељ је током кампање изјавио да Србија треба да призна самопроглашене Доњецку Народну Републику и Луганску Народну Републику. Странка је такође изјавила да се противи војној неутралности и уместо тога навела да Србија треба да сарађује са Русијом и земљама БРИКС-а. Такође је наведено да треба забранити финансирање „антисрпских невладиних организација”. СРС је навела и да треба обезбедити државну помоћ за домаћу привреду и пољопривреду и укинути акцизе на гориво за домаће пољопривреднике. Такође је изразио подршку реформи Закона о раду и своју посвећеност проширењу основне здравствене заштите.

#### Српска странка Заветници
Њену листу је РИК потврдио 20. фебруара, са Милицом Ђурђевић Стаменковски као носиоцем. Српска странка Заветници (ССЗ) је почетком фебруара 2022. предложила Ђурђевић Стаменковски за свог председничког кандидата, док је РИК њену кандидатуру потврдио 8. марта, убрзо након проглашења председничке изборне кампање. Представници странке организовали су протест 4. марта након забране канала РТ у власништву руске владе у Европи. Ђурђевић Стаменковски је такође изјавила да Србија треба да успостави ближе везе са Русијом.

#### Странка правде и помирења
Странка правде и помирења (СПП), коју предводи Усаме Зукорлић, предала је своју изборну листу 19. фебруара, док је РИК потврдио листу дан касније, са 5.056 валидних потписа. Зукорлић је 7. марта изјавио да очекује наставак сарадње СПП и СНС након избора. Странка је током предизборне кампање исказивала подршку да што више жена буде на руководећим позицијама, као и афирмацији женског предузетништва. Странка је такође изразила подршку помирењу, реформи образовања и антидискриминацијској политици. Крајем марта странка је подржала Вучића.

#### Суверенисти
Коалиција Суверенисти, коју углавном предводи странка Доста је било (ДЈБ), потврдила је изборну листу листа 23. фебруара. За представника листе изабран је Саша Радуловић. Коалиција је 28. фебруара прогласила Бранку Стаменковић за свог председничког кандидата.
Један од представника коалиције Милан Стаматовић изјавио је да „Србија не сме да уведе санкције Русији”, док је Радуловић навео да је „жалосно што је Србија стала на страну НАТО-а” током инвазије Русије на Украјину. Радуловић је током кампање истицао и подршку коалиција суверенистичкој политици и противљење обавезној вакцинацији. Суверенисти су такође изразили подршку имплементацији блокчејн технологије и бесплатних уџбеника за обданишта и основне школе. Стаменковићева је у интервјуу изјавила да подржава увођење војне обавезе.

#### Двери—ПОКС
Двери су најавиле учешће на предстојећим изборима у оквиру „Патриотског блока” који је формиран у децембру 2021. Противи се легализацији грађанских заједница, а коалиција је изразила подршку монархизму, антиглобализму и укидању потврда о вакцинацији. Њен вођа Бошко Обрадовић изабран је за њиховог председничког кандидата у јануару 2022. Обрадовић је учествовао и у разговорима о формирању јединственог „Патриотског блока” у који би биле укључене и друге десничарске странке, иако су преговори били у застоју. Руководство Двери је 13. фебруара најавило подршку заједничкој „патриотској листи”. Обрадовић је 16. фебруара саопштио да су Двери постигле договор са фракцијом ПОКС коју предводи Жика Гојковић, да учествују на заједничкој листи. Убрзо су коалицију напустили Слободан Самарџић и Душко Кузовић. Обрадовић је навео да ће његова кампања углавном бити усмерена на обнову монархије. Коалиција је подржао пулмолог Бранимир Несторовић.
Његову изборну листу потврдио је РИК 23. фебруара. Обрадовић је током кампање навео да је један од приоритета коалиције јачање економског патриотизма и подизање услова за сељане и пољопривреднике. Милош Парандиловић, представник гласача, рекао је да коалиција Двери—ПОКС подржава разбијање монопола и борбу против криминала и корупције. Такође је изјавила да се противи НАТО-у.

#### Војвођани
Коалиција Војвођани, коју предводе Демократски савез Хрвата у Војводини (ДСХВ) и Заједно за Војводину, огранак Лиге социјалдемократа Војводине (ЛСВ), предала је своју изборну листу 1. марта. Листу је дан касније потврдио РИК. ЛСВ је такође јавно изразила подршку коалицији.
Коалиција се пре свега залагала за „враћање Војводине у Народну скупштину”. Такође је изнела подршку прогресивној политици и фискалној децентрализацији, као и противљење „сечи војвођанских шума” и „прљавим технологијама”. Подршку уласку Србије у Европску унију и НАТО изразио је и Томислав Жигманов, представник коалиције. Коалиција је започела кампању 10. марта, а на свом првом митингу у Суботици, коалиција је такође изразила подршку мултикултурализму.

#### СДС—Нова
РИК је 8. марта потврдио коалицију коју предводе Социјалдемократска партија (СДС) и Нова странка (Нова). СДС је 12. марта најавио Драгослава Шумарца за свог председничког кандидата, иако је Шумарац повукао своју кандидатуру дан касније пошто није добио подршку својих коалиционих партнера. Коалиција је током кампање изразила подршку усвајању дугорочне стратегије развоја пољопривреде. Такође је изразила подршку приступању Србије Европској унији, али се и противи да Србија санкционише Русију.

#### Остали
Изборна листа Странке демократске акције Санџака (СДА С) потврђена је 2. марта са око 7.000 важећих потписа. Први предизборни митинг одржан је у Новом Пазару 9. марта. Грађанска група „Отете бебе”, коју води Ана Пејић, изјавила је да се противи трговини бебама током интервјуа 16. марта. Срђан Шајн, вођа Ромске партије, изјавио је да подржава радничка права и да се противи „неправедној приватизацији”. Председнички кандидат Миша Вацић изразио је подршку увођењу обавезне војне обавезе и повећању права ратних ветерана у Србији. Руски мањински савез, који првенствено предводи Покрет Левијатан, првобитно је одбијен од стране РИК-а, иако је након што је случај поништио Уставни суд, РИК потврдио њихову изборну листу. ЦеСИД тврди да изборна листа не представља мањинска права већ крајње десничарску политику, док Црта тврди да су фалсификовали потписе.

## Анкете

### Парламентарни избори
|  |  |

| Агенција                                                         | Датум         | Коалиција око СНС-а | СПАС          | СПС—ЈС | УЗПС      | УЗПС      | УЗПС   | УЗПС | Морамо | НАДА  | Суверенисти | Двери  | ССЗ | СРС | СДС—Нова | Остали | Разлика |      |      |      |      |      |     |     |     |     |     |     |     |     |      |
| Агенција                                                         | Датум         | Коалиција око СНС-а | СПАС          | СПС—ЈС | ССП       | НС        | ДС     | ПСГ  | Морамо | НАДА  | Суверенисти | Двери  | ССЗ | СРС | СДС—Нова | Остали | Разлика |      |      |      |      |      |     |     |     |     |     |     |     |     |      |
| ---------------------------------------------------------------- | ------------- | ------------------- | ------------- | ------ | --------- | --------- | ------ | ---- | ------ | ----- | ----------- | ------ | --- | --- | -------- | ------ | ------- | ---- | ---- | ---- | ---- | ---- | --- | --- | --- | --- | --- | --- | --- | --- | ---- |
| Агенција                                                         | Датум         | Коалиција око СНС-а | СПАС          | СПС—ЈС | Резултати | Резултати | 44,2   | 44,2 | Морамо | НАДА  | Суверенисти | Двери  | ССЗ | СРС | СДС—Нова | Остали | Разлика | 11,7 | 14,0 | 14,0 | 14,0 | 14,0 | 4,8 | 5,5 | 2,3 | 3,9 | 3,8 | 2,2 | 1,7 | 5,9 | 30,2 |
| Агенција                                                         | Датум         |                     | 31. мар 2022. | 51,4   | 51,4      | 8,5       | 13,8   | 13,8 | 13,8   | 13,8  | 4,5         | 4,2    | 2,6 | 2,4 | 3,4      | Остали | Разлика | 1,7  | 1,2  | 6,3  | 37,6 |      |     |     |     |     |     |     |     |     |      |
|                                                                  | 29. мар 2022. | 53,6                | 53,6          | 10,2   | 13,7      | 13,7      | 13,7   | 13,7 | 4,7    | 3,8   | 3,1         | 2,2    | 3,7 | 2,0 | 2,3      | 0,7    | 39,9    |      |      |      |      |      |     |     |     |     |     |     |     |     |      |
|                                                                  | 29. мар 2022. | 45,4                | 45,4          | 8,2    | 18,0      | 18,0      | 18,0   | 18,0 | 8,0    | 3,7   | 2,5         | 2,2    | 3,5 | 2,0 | 2,9      | 3,6    | 27,4    |      |      |      |      |      |     |     |     |     |     |     |     |     |      |
|                                                                  | 28. мар 2022. | 49,1                | 49,1          | 4,9    | 21,0      | 21,0      | 21,0   | 21,0 | 4,4    | 2,8   | 3,0         | 2,5    | 2,4 | 1,2 | 2,0      | 6,6    | 28,1    |      |      |      |      |      |     |     |     |     |     |     |     |     |      |
|                                                                  | 14. мар 2022. | 53,6                | 53,6          | 6,9    | 13,2      | 13,2      | 13,2   | 13,2 | 8,1    | 3,4   | 1,7         | 2,6    | 3,2 | 1,3 | 3,1      | 2,9    | 34.4    |      |      |      |      |      |     |     |     |     |     |     |     |     |      |
|                                                                  | 7. мар 2022.  | 53,4                | 53,4          | 10,1   | 14,0      | 14,0      | 14,0   | 14,0 | 5,0    | 3,9   | 3,0         | 2,1    | 3,6 | 1,8 | 1,5      | 1,9    | 39,4    |      |      |      |      |      |     |     |     |     |     |     |     |     |      |
|                                                                  | 17. феб 2022. | 41,4                | 41,4          | 7,4    | 16,6      | 16,6      | 16,6   | 16,6 | 12,1   | 3,1   | 2,4         | 2,1    | 3,4 | 2,1 | 2,3      | 7,1    | 24,8    |      |      |      |      |      |     |     |     |     |     |     |     |     |      |
| Расписани избори, почетак званичне кампање                       |               |                     |               |        |           |           |        |      |        |       |             |        |     |     |          |        |         |      |      |      |      |      |     |     |     |     |     |     |     |     |      |
|                                                                  | 9. феб 2022.  | 55,0                | 55,0          | 55,0   | 13,5      | 13,5      | 13,5   | 13,5 | 7,5    | 2,0   | 2,0         | 5,0    | 5,0 | 2,0 | —        | 8,0    | 41,5    |      |      |      |      |      |     |     |     |     |     |     |     |     |      |
|                                                                  | 4. феб 2022.  | 43,4                | 43,4          | 9,3    | 14,8      | 14,8      | 14,8   | 14,8 | 13,1   | 3,2   | 3,7         | 3,7    | 2,7 | 2,5 | 1,5      | 6,9    | 28,6    |      |      |      |      |      |     |     |     |     |     |     |     |     |      |
|                                                                  | 30. јан 2022. | 55,6                | 55,6          | 10,2   | 13,3      | 13,3      | 13,3   | 13,3 | 7,5    | 4,0   | 3,0         | 1,7    | 3,6 | 1,1 | —        | 0,0    | 42,3    |      |      |      |      |      |     |     |     |     |     |     |     |     |      |
|                                                                  | 20. дец 2021. | 57,0                | 57,0          | 10,3   | 12,0      | 12,0      | 12,0   | 12,0 | 7,0    | 4,3   | 3,6         | 1,4    | 3,0 | 1,4 | —        | 0,0    | 45,0    |      |      |      |      |      |     |     |     |     |     |     |     |     |      |
|                                                                  | 10. дец 2021. | 50,1                | 50,1          | 7,8    | 17,9      | 17,9      | 17,9   | 17,9 | 8,8    | 2,9   | 2,2         | 1,1    | 2,7 | 0,7 | 0,9      | 5,9    | 31,6    |      |      |      |      |      |     |     |     |     |     |     |     |     |      |
|                                                                  | 2. дец 2021.  | 55,0                | 55,0          | 55,0   | 16,0      | 16,0      | 16,0   | 16,0 | 9,0    | 7,0   | —           | 5,0    | 5,0 | —   | —        | 8,0    | 39      |      |      |      |      |      |     |     |     |     |     |     |     |     |      |
| Формирана коалиција Уједињена Србија, почетак еколошких протеста |               |                     |               |        |           |           |        |      |        |       |             |        |     |     |          |        |         |      |      |      |      |      |     |     |     |     |     |     |     |     |      |
|                                                                  | 31. окт 2021. | 58,3                | 58,3          | 9,4    | 5,4       | 2,7       | 1,9    | 1,5  | —      | 4,3   | 3,4         | 1,5    | 2,9 | 1,4 | —        | 7,3    | 48,7    |      |      |      |      |      |     |     |     |     |     |     |     |     |      |
|                                                                  | 29. сеп 2021. | 58,0                | 58,0          | 9,3    | 5,1       | 2,9       | 1,4    | 1,3  | —      | 4,3   | 3,6         | 1,7    | 2,7 | 1,2 | —        | 8,5    | 48,7    |      |      |      |      |      |     |     |     |     |     |     |     |     |      |
|                                                                  | 3. авг 2021.  | 58,2                | 58,2          | 9,0    | 4,5       | 2,5       | 1,2    | 1,4  | 2,7    | 4,0   | 3,8         | 2,0    | 2,0 | 1,5 | —        | 7,2    | 52,0    |      |      |      |      |      |     |     |     |     |     |     |     |     |      |
|                                                                  | 31. јул 2021. | 53,8                | 53,8          | 7,0    | 6,4       | 4,9       | 1,9    | 1,2  | —      | 3,9   | 2,9         | 1,6    | 1,4 | 1,4 | —        | 4,2    | 46,8    |      |      |      |      |      |     |     |     |     |     |     |     |     |      |
|                                                                  | 27. јун 2021. | 59,8                | 59,8          | 8,9    | 4,2       | 1,2       | 1,2    | 0,5  | —      | 5,1   | 3,0         | 1,9    | 1,9 | 1,6 | 1,0      | 8,6    | 52,0    |      |      |      |      |      |     |     |     |     |     |     |     |     |      |
| Српски патриотски савез се спаја у Српску напредну странку       |               |                     |               |        |           |           |        |      |        |       |             |        |     |     |          |        |         |      |      |      |      |      |     |     |     |     |     |     |     |     |      |
|                                                                  | 10. мај 2021. | 60,0                | 3,4           | 8,1    | 3,3       | 2,2       | 0,4    | 1,5  | —      | 3,9   | 3,9         | 1,6    | 2,0 | 1,8 | —        | 7,9    | 51,9    |      |      |      |      |      |     |     |     |     |     |     |     |     |      |
|                                                                  | 5. апр 2021.  | 58,0                | 3,6           | 7,2    | 3,8       | 2,5       | —      | 1,6  | —      | 4,3   | 4,4         | 1,4    | 2,0 | 2,2 | —        | 9,0    | 50,8    |      |      |      |      |      |     |     |     |     |     |     |     |     |      |
|                                                                  | 18. феб 2021. | 60,3                | 4,2           | 8,3    | 3,2       | 2,4       | —      | 1,5  | —      | 3,7   | 3,8         | 1,5    | 2,2 | 1,4 | —        | 7,5    | 52,0    |      |      |      |      |      |     |     |     |     |     |     |     |     |      |
|                                                                  | 1. јан 2021.  | 60,5                | 3,6           | 9,0    | 1,6       | 0,3       | 1,1    | 0,8  | —      | 4,3   | 3,7         | 1,1    | 1,4 | 2,6 | 0,9      | 7,7    | 51,8    |      |      |      |      |      |     |     |     |     |     |     |     |     |      |
|                                                                  | 19. дец 2020. | 46,8                | 6,4           | 11,5   | 2,2       | 1,1       | 0,4    | 2,1  | —      | 6,6   | 5,3         | 2,3    | —   | 3,6 | —        | 11,7   | 35,3    |      |      |      |      |      |     |     |     |     |     |     |     |     |      |
|                                                                  | 4. сеп 2020.  | 59,1                | 5,1           | 9,0    | 3,1       | 2,3       | —      | —    | —      | —     | —           | 2,0    | —   | —   | —        | 19,4   | 50,1    |      |      |      |      |      |     |     |     |     |     |     |     |     |      |
|                                                                  |               |                     |               |        |           |           |        |      |        |       |             |        |     |     |          |        |         |      |      |      |      |      |     |     |     |     |     |     |     |     |      |
| избори 2020.                                                     | 21. јун 2020. | 60,6                | 3,8           | 10,4   | бојкот    | бојкот    | бојкот | 1,6  | бојкот | [ з ] | 2,3         | бојкот | 1,4 | 2,0 | [ и ]    | 12,8   | 50,2    |      |      |      |      |      |     |     |     |     |     |     |     |     |      |
|                                                                  |               |                     |               |        |           |           |        |      |        |       |             |        |     |     |          |        |         |      |      |      |      |      |     |     |     |     |     |     |     |     |      |

### Председнички избори
| Агенција       | Датум         | Александар Вучић | Здравко Понош | Биљана Стојковић | Милош Јовановић | Бранка Стаменковић | Бошко Обрадовић | Милица Ђурђевић | Миша Вацић | Остали | Разлика |     |     |     |      |
| -------------- | ------------- | ---------------- | ------------- | ---------------- | --------------- | ------------------ | --------------- | --------------- | ---------- | ------ | ------- | --- | --- | --- | ---- |
| Агенција       | Датум         | Резултати        | Резултати     | 60,0             | 18,8            | 3,3                | 6,1             | 2,0             | 4,4        | Остали | Разлика | 4,3 | 0,8 | 0,3 | 41,2 |
|                | 31. мар 2022. | 60,1             | 16,4          | 5,0              | 5,5             | 2,2                | 2,8             | 4,9             | 0,3        | 2,8    | 43,7    |     |     |     |      |
|                | 28. мар 2022. | 55,1             | 27,0          | 3,1              | 4,4             | 2,2                | 3,0             | 3,0             | 0,2        | 2,0    | 28,1    |     |     |     |      |
| Sprint insight | 9. феб 2022.  | 45,7             | 10,8          | —                | 5,3             | —                  | 8,5             | 16,1            | —          | 13,6   | 29,6    |     |     |     |      |
|                | 10. дец 2021. | 46,9             | 11,6          | —                | 5,6             | —                  | 4,0             | 6,1             | —          | 25,8   | 35,3    |     |     |     |      |

## Резултати
Бирачка места су била отворена од 7 до 20 часова, а право гласа на општим изборима имало је укупно 6.502.307 грађана. Према прелиминарним резултатима које су објавили Црта и Ipsos/ЦеСИД, Александар Вучић је победио у првом кругу председничких избора, иако је Српска напредна странка (СНС) изгубила статус апсолутне већине у Народној скупштини на парламентарним изборима. Вучић је у дијаспори освојио више гласова од Поноша. СНС је успела да ојача своје присуство у приградским и сеоским срединама, али је у већим градовима попут Београда, Новог Сада, Ниша и Ваљева имала слабе резултате.
РИК је најавио да ће гласање бити поновљено на појединим бирачким местима, чиме је одложено објављивање коначних резултата. Гласање је поновљено пет пута; 16. и 28. априла, 27. маја и 23. и 30. јуна, а након тога је званичне резултате објавила Републичка изборна комисија (РИК). Коалиција Албанаца Прешевске долине (КАПД) је првобитно имала један мандат након поновљених избора 28. априла, али је после поновљених избора 27. маја изгубила мандат од Социјалистичке партије Србије; коалицији је било потребно још само 12 гласова да би задржала свој мандат у Народној скупштини. Управни суд је одбацио резултате поновљених избора одржаних 27. маја, а четврти поновљени избори у Великом Трновцу били су заказани за 23. јун. На дан избора, бирачко место у Великом Трновцу није отворено на време, а чланови бирачког одбора нису се договорили о подели улога. Поред тога, пријављена је претња бомбом на бирачком месту, због чега су избори одложени. РИК је најавио да ће избори бити поновљени 30. јуна. На петим поновљеним изборима, КАПД је освојио довољно гласова да задржи свој мандат.
На бирачким местима широм Србије створиле су се велике гужве, највише због истовременог одржавања избора на више нивоа, што је успорило процес, али и због повећане излазности бирача. На крају, пријављено је да је излазност била око 59%, што је чинило највећу излазност од избора 2008. године. Избори су такође представили највећи губитак посланичких мандата у Народној скупштини од избора 1992. године, при чему је коалиција коју предводи СНС изгубила 68 мандата. Због три поновљена избора, мандати Народне скупштине ће бити потврђени до краја јула.

### Председнички избори
| Кандидат                      | Кандидат                      | Странка                            | Гласови   | %      |
| ----------------------------- | ----------------------------- | ---------------------------------- | --------- | ------ |
|                               | Александар Вучић              | Српска напредна странка            | 2.224.914 | 60,01  |
|                               | Здравко Понош                 | Уједињени за победу Србије         | 698.538   | 18,84  |
|                               | Милош Јовановић               | Национално демократска алтернатива | 226.137   | 6,10   |
|                               | Бошко Обрадовић               | Двери—ПОКС                         | 165.181   | 4,46   |
|                               | Милица Ђурђевић Стаменковски  | Српска странка Заветници           | 160.553   | 4,33   |
|                               | Биљана Стојковић              | Морамо                             | 122.378   | 3,30   |
|                               | Бранка Стаменковић            | Суверенисти                        | 77.031    | 2,08   |
|                               | Миша Вацић                    | Српска десница                     | 32.947    | 0,89   |
| Укупно                        | Укупно                        | Укупно                             | 3.707.679 | 100,00 |
|                               |                               |                                    |           |        |
| Важећи гласови                | Важећи гласови                | Важећи гласови                     | 3.707.679 | 97,63  |
| Неважећи/празни гласови       | Неважећи/празни гласови       | Неважећи/празни гласови            | 89.933    | 2,37   |
| Укупни гласови                | Укупни гласови                | Укупни гласови                     | 3.797.612 | 100,00 |
| Регистровани бирачи/излазност | Регистровани бирачи/излазност | Регистровани бирачи/излазност      | 6.502.307 | 58,62  |
| Извор: РИК                    |                               |                                    |           |        |

### Парламентарни избори
|                               |                                     |           |        |        |         |      |
| Странка                       | Странка                             | Гласови   | %      | +/–    | Мандати | +/–  |
|                               | Заједно можемо све                  | 1.635.101 | 44,27  | –16,38 | 120     | –68  |
|                               | Уједињени за победу Србије          | 520.469   | 14,09  | нова   | 38      | нова |
|                               | Ивица Дачић — Премијер Србије       | 435.274   | 11,79  | +1,41  | 31      | –1   |
|                               | Национално демократска алтернатива  | 204.444   | 5,54   | +3,30  | 15      | +15  |
|                               | Морамо                              | 178.733   | 4,84   | нова   | 13      | нова |
|                               | Двери—ПОКС                          | 144.762   | 3,92   | нова   | 10      | нова |
|                               | Српска странка Заветници            | 141.227   | 3,82   | +2,39  | 10      | +10  |
|                               | Суверенисти                         | 86.362    | 2,34   | +0,04  | 0       | 0    |
|                               | Српска радикална странка            | 82.066    | 2,22   | +0,17  | 0       | 0    |
|                               | СДС—Нова                            | 63.560    | 1,72   | нова   | 0       | нова |
|                               | Савез војвођанских Мађара           | 60.313    | 1,63   | –0,60  | 5       | –4   |
|                               | Странка правде и помирења           | 35.850    | 0,97   | –0,03  | 3       | –1   |
|                               | Отете бебе                          | 31.196    | 0,84   | нова   | 0       | нова |
|                               | ДСХВ—ЗзВ                            | 24.024    | 0,65   | –0,30  | 2       | +2   |
|                               | Странка демократске акције Санџака  | 20.553    | 0,56   | –0,21  | 2       | –1   |
|                               | Коалиција Албанаца Прешевске долине | 10.165    | 0,28   | –0,45  | 1       | –2   |
|                               | Руски мањински савез                | 9.569     | 0,26   | –0,44  | 0       | 0    |
|                               | Ромска партија                      | 6.393     | 0,17   | нова   | 0       | нова |
|                               | Алтернатива за промене              | 3.267     | 0,09   | нова   | 0       | нова |
| Укупно                        | Укупно                              | 3.693.328 | 100,00 | —      | 250     | —    |
|                               |                                     |           |        |        |         |      |
| Важећи гласови                | Важећи гласови                      | 3.693.328 | 97,04  |        |         |      |
| Неважећи/празни гласови       | Неважећи/празни гласови             | 112.722   | 2,96   |        |         |      |
| Укупни гласови                | Укупни гласови                      | 3.806.050 | 100,00 |        |         |      |
| Регистровани бирачи/излазност | Регистровани бирачи/излазност       | 6.502.307 | 58,60  |        |         |      |
| Извор: РИК                    |                                     |           |        |        |         |      |

## Последице
ЦеСИД је известио да је до изборних нерегуларности дошло у раним часовима избора. Касније током вечери, Црта је саопштила да је током гласања дошло до више бугарских возова и да су нека бирачка места одбила да сарађују са посматрачима избора. ОСЕ је саопштио да је у Новом Саду било неправилности. Црта и политички активисти су такође приметили да су изборни дан обележиле високе тензије, вербално и на више места, попут Београда, физичко насиље. Нерегуларности у Нишу пријавиле су и Двери и Странка слободе и правде. ЕНЕМО је навео да су застрашивање и куповина гласова утицали на резултате избора, као и да процес регистрације бирача није био транспарентан. Посланик СНС-а Братислав Југовић и вођа Покрета слободних грађана (ПСГ) Павле Грбовић физички су нападнути испред бирачких места.
Посматрачка мисија ПССЕ оценила је да су „основне слободе у великој мери поштоване, а бирачима су представљене различите политичке опције, али је низ недостатака резултирао неуједначеним условима, фаворизујући актуелну власт”. Даље је саопштено да су „комбиновани утицај неуравнотеженог приступа медијима, непримерени притисак на запослене у јавном сектору да подржи власт, значајне неједнакости у финансирању кампања и злоупотреба државних ресурса довели до неједнаких услова”. Додаје се да „док су медији покривали све изборне учеснике, већина јавних и приватних емитера са националном покривеношћу фаворизовала је актуелног председника и владајућу коалицију, ограничавајући могућност бирача да донесу потпуно информисани избор.” Закључено је да је ПССЕ „поздравила недавне законодавне промене, усвојене након опсежног дијалога између владајућих странака и дела опозиције, које су укључивале нека добра побољшања, али кључни аспекти изборног процеса захтевају даљу реформу и имплементацију”. Кирјакос Харџијани, специјални координатор и вођа краткорочних посматрача ОЕБС-а, рекао је да је „ово била конкурентна кампања и, што је важно, овај пут су били укључени опозициони кандидати, али им је утицај владајућих странака дао неприкладну предност”.
Републичка изборна комисија (РИК) прогласила је Вучића за победника председничких избора након пребројаних 2% гласова. Након саопштења, Арис Мовсесијан, вођа Нове странке (Нова) критиковао је њихов приступ саопштењу, укључујући политичког аналитичара Душка Радосављевића. Касније је откривено да ће прелиминарни резултати бити видљиви на њиховом веб-сајту током процеса пребројавања. Нешто после 23 часа Вучић је прогласио своју победу. Он је у телевизијском победничком говору објавио да је обезбедио око 60% гласова, додајући: „Задовољан сам што су људи у огромном броју изашли и што су потврдили демократску природу српског друштва”. После проглашења прелиминарних резултата, Вучићу су честитали Емануел Макрон, Владимир Путин, Милош Земан, Зоран Милановић и други. Честитао му је и Милорад Додик, који му је неколико дана пре избора изразио подршку. Еколошки устанак и Скупштина слободне Србије, који су део коалиције Морамо, организовали су 4. априла протест испред зграде РИК-а.
Здравко Понош је након избора напустио Народну странку. Избиле су даље несугласице између коалиционих партнера у коалицији Уједињени за победу Србије, Вук Јеремић и његова Народна странка противили су се састанку Драгана Ђиласа и Вучића. Тепићева је оптужила Јеремића за популизам. Павле Грбовић, вођа Покрета слободних грађана, изјавио је да би његова странка могла да изађе из коалиције како би наставила сама, док је Зоран Лутовац, вођа Демократске странке, изјавио да је „Уједињени за победу Србије предизборна коалиција и да ће њена судбина зависити од званичних резултата избора за Скупштину града Београда”; такође је изјавио да би се определио за стварање широког савеза умерене политичке оријентације. Када је реч о посланичким групама, Лутовац је рекао да странке неће формирати заједничку посланичку групу коју би чиниле странке унутар коалиције. У јуну су Александар Јовановић Ћута, Биљана Стојковић и Небојша Зеленовић одржали оснивачку скупштину своје политичке странке која је добила назив Заједно. Спекулисало се и да ће Демократска странка приступити коалицији Морамо.

### Формирање владе
Избори 2022. били су први од 2014. на којима Српска напредна странка (СНС) није освојила апсолутну већину мандата у Народној скупштини и због тога би морала да формира коалициону владу. Посматрачи су навели да је нејасно да ли би СНС могла да уђе у коалицију са Социјалистичком партијом Србије (СПС) због проруског става који је СПС изражавао током кампање. Вучић је поново положио заклетву као председник 31. маја; током свог говора је изјавио да ће влада бити формирана до краја јула и да ће евентуално увести санкције Русији због руске инвазије на Украјину 2022. године. Посматрачи су навели да ће СПС учествовати у формирању владе, а Дачић је потврдио да ће бити отворен за наставак сарадње између СПС-а и СНС-а. Демократски савез Хрвата у Војводини (ДСХВ) и Савез војвођанских Мађара (СВМ) најавили су да ће бити вољни да уђу у владу.
Вучић је крајем априла изјавио да ће консултације за формирање владе почети крајем маја или почетком јуна. Такође је рекао да ће се прво састати са правницима како би разговарали о закону у вези са формирањем. Првобитно је требало да консултације почну почетком јула, али су одложене после петих поновљених избора у Великом Трновцу, који су одржани 30. јуна. Вучић је најавио да ће консултације са свим парламентарним листама почети 14. јула. Консултације су трајале до 18. јула. Прва конститутивна седница сазива 2022—2026. одржана је 1. августа, док је формирање владе предвиђено до новембра. Вучић је крајем јула најавио да ће влада бити формирана средином августа.